# 380.
380. je deveto desetletje v 4. stoletju med letoma 380 in 389. 